# Theodor Griesinger
Carl Theodor Griesinger (* 11. Dezember 1809 in Kirnbach bei Wolfach; † 2. März 1884 in Stuttgart) war ein deutscher Schriftsteller und Geistlicher.

## Leben
Griesinger studierte Evangelische Theologie an der Universität Tübingen. Während seines Studiums wurde er 1827 Mitglied der Tübinger Commentburschenschaft. Nach seinem Studium war er eine Zeit lang im geistlichen Amte tätig, widmete sich aber schließlich der Schriftstellerei.
Er debütierte mit den beifällig aufgenommenen „Silhouetten aus Schwaben“ (Heilbr. 1838; 4. Aufl., Stuttg. 1868), redigierte 1839–41 die Zeitschrift „Der schwäbische Humorist“ und trat dann in eine Buchhandlung ein. Im Laufe der Märzrevolution 1848 gründete er das demokratische Blatt „Die Volkswehr“. Aufgrund seines publizistischen Engagements für die Demokratie wurde er 1849/50 wegen Hochverrats angeklagt und musste zwei Jahre in Untersuchungshaft auf dem Hohenasperg verbringen. Schließlich von den Geschworenen freigesprochen, wanderte er 1852 mit seiner Familie nach Nordamerika aus, kehrte aber enttäuscht von den Verhältnissen in den Vereinigten Staaten 1857 nach Stuttgart zurück, wo er am 2. März 1884 starb. Seine letzte Ruhestätte fand er auf dem Fangelsbachfriedhof in Stuttgart.

## Griesingers Roman „Jud Süß Oppenheimer“
Nach der Rückkehr aus Nordamerika setzte Griesinger seine Schriftstellerei in Stuttgart fort. Sein Fortsetzungsroman Jud Süß oder Württemberg wie es war von 1734 bis 1737 ist geprägt von einer extrem antijüdischen Darstellungsweise und groben historischen Entstellungen. Heftigen Widerspruch äußerte noch im Jahr der Publikation die Allgemeine Zeitung des Judentums. Griesingers „Jud Süß“ übertreffe an „Judenfresserei Alles […] was in dieser Richtung noch geliefert worden.“

## Werke (Auszug)
- Silhouetten aus Schwaben. Heilbronn, 1838
- Humoristische Bilder aus Schwaben. Heilbronn, 1839
- Sämmtliche belletristische Schriften. 6 Bände, Stuttgart, 1843–1846
- Lebende Bilder aus Amerika. Stuttgart, 1858
- Emigrantengeschichten. 2 Bände, Stuttgart, 1858
- Die alte Brauerei, oder Criminalmysterien von New-York. Nach dem Leben erzählt. 3 Bände, Tuttlingen, 1859
- Mysterien des Vatikans oder die geheimen und offenen Sünden des Papstthums. Zeit- und Geschichtsbilder. 2 Bände, Stuttgart, 1861
- Im hohen Norden. Reisen und Abenteuer in den Polarländern. Stuttgart, 1864
- Die Jesuiten. Vollständige Geschichte ihrer offenen und geheimen Wirksamkeit von der Stiftung des Ordens bis jetzt. 2 Bände, Stuttgart, 1866
- Das Damenregiment an den verschiedenen Höfen Europas. 4 Bände, Stuttgart, 1866–1870
- Württemberg. Nach seiner Vergangenheit und Gegenwart in Land und Leuten gezeichnet. Stuttgart, 1866
- Von 1789 bis 1866. Illustrirte Geschichte der Neuzeit von der französischen Revolution bis auf unsere Tage. Leipzig und Stuttgart, 1867
- Die Geheimnisse des Escurial. Nachtbilder und Blutscenen vom spanischen Königshofe. 2 Bände, Stuttgart, 1869
- Von 1866 bis 1869. Illustrirte Geschichte der Neuzeit von den Ereignissen des Jahres 1866 bis auf unsere Tage. Stuttgart, 1870
- Zwölf Schicksalswege. Bunte Blätter aus alter und neuer Zeit. 3 Bände, Stuttgart, 1870–1871
- Leben und Treiben in Amerika. Humoristische und ernste Skizzen. New York, 1873.
- Die Maitressenwirthschaft in Frankreich unter Ludwig XIV. und XV. Pracht-Ausgabe. 2 Bände, Stuttgart, 1874
- Ein transatlantisches Musterpaar. Criminalgeschichte. Berlin, [1877]
- Des Spielers Ende. Eine Criminalgeschichte. Berlin, [1879]